# 4月28日 (旧暦)
旧暦4月28日（きゅうれきしがつにじゅうはちにち）は、旧暦4月の28日目である。六曜は先勝である。

## できごと
- 皇極天皇2年（ユリウス暦643年5月21日） - 皇極天皇が飛鳥板蓋宮に都を移す
- 仁寿元年（ユリウス暦851年6月1日） - 嘉祥より仁寿に改元
- 康治元年（ユリウス暦1142年5月25日） - 甲子革令の為、永治より康治に改元
- 治承元年（ユリウス暦1177年5月27日） - 太郎焼失。京都富小路から出火し、大内裏・大極殿をはじめ2万戸が焼失
- 建長5年（ユリウス暦1253年5月26日） - 日蓮が安房国（現在の千葉県南部）小湊浦の清澄山山頂で、初めて唱題の教えを説く
- 正応元年（ユリウス暦1288年5月29日） - 弘安より正応に改元
- 応長元年（ユリウス暦1311年5月17日） - 延慶より応長に改元
- 元応元年（ユリウス暦1319年5月18日） - 文保より元応に改元
- 正慶元年/元弘2年（ユリウス暦1332年5月23日） - 北朝が元徳より正慶に改元
- 暦応3年/興国元年（ユリウス暦1340年5月25日） - 南朝が延元より興国に改元
- 至徳元年/元中元年（ユリウス暦1384年5月18日） - 甲子革令の為、南朝が弘和より元中に改元
- 文明元年（ユリウス暦1469年6月8日） - 応仁より文明に改元
- 天正14年（グレゴリオ暦1586年6月15日） - 豊臣秀吉の妹・朝日姫が徳川家康に嫁ぐ
- 元和元年（グレゴリオ暦1615年5月25日） - 大坂夏の陣が開戦
- 享保14年（グレゴリオ暦1729年5月25日） - 清国の商人が交趾国（ベトナム）の象を中御門天皇に献上
- 元文元年（グレゴリオ暦1736年6月7日） - 桜町天皇の践祚に伴い享保より元文に改元

## 誕生日
- 天和3年（グレゴリオ暦1683年5月24日） - 本庄道章、初代高富藩主（+ 1725年）
- 宝暦7年（グレゴリオ暦1757年6月14日） - 山田検校、山田流箏曲の始祖（+ 1817年）

## 記念日・年中行事
- 駒牽（大の月の場合）